# Жена на ивици времена
Жена на ивици времена (енгл. Woman on the Edge of Time) је роман Марџ Пирси који је ова  америчка песникиња, књижевница и друштвена активисткиња написала средином седамдесетих година 20. века. У њему она одражава део оптимизма женског покрета тог доба.   који ју је значајно  подстакао да преиспита родну улогу чак и у до тада превасходно „мушком“ жанру као што је научна фантастика чувеног Артура Кларка.  Као полазна тачка романа послужили су односи моћи између мушкарца и жена, које су феминисткиње почеле активно да преиспитују. Кроз различите концепте укорењене у патријархату, настале су нове теорије као значајна полазишта романа научне фантастике које су писале ауторке попут Урсуле К. Легвин (Ursula K. Le Guin), Џудит Мерил (Judith Merril), Џоане Рас (Joanna Russ), Марџ Пирси, итд. у другој половини двадесетог века.

## Полазне основе
Повезаност научне фантастике и утопије/дистопије је јасна у оовом књижевном делу, али такође и сложена.  Преклапањем ових жанрова, дешава се у 20. веку, који је постао нарочито плодно тле за преклапање ових прилично флексибилних и инветивних жанрова и њихово све веће мешање. У том раздобљу стварају се додатне могућности за указивање на проблеме и неједнакости друштва. Како Атебери тврди,...научна фантастика је облик причања приче који нас позива да преиспитамо стандардне идеје природе и културе...а сврха научне фантастикеје  да изазове...„осећај чудноватости“, да „преуреди категорије“...Према Атеберију...писац научне фантастике осећа порив да истражује аспекте друштва, сопства, перцепције, и физичког универзума...„које је тешко или немогуће представити конвенционалним реализмом.

## Резиме радње
Седамдесетих година 20. века , осиромашена и интелигентна тридесетседмогодишња мексичко-америчка жена  Консуело Кони Рамос (Consuelo (Connie) Ramos) становница шпанског Харлема, неправедно је затворена у њујоршкој менталној болници због својих наводних насилних криминалних склоности.
Кони је Американка мексичког порекла коју макро њене братанице смешта у психијатријску установу након што му је сломила нос. С обзиром на то да је већ била једном примљена у једну такву установу због повреда које је нанела својој ћерки, одмах је примају, верујући да поново испољава агресивно понашање. Док је затворена, њу редовно посећује Лусијенте, за коју сазнајемо да долази из будућности. Лусијенте живи у Матапоисету, месту које не зна за род, у коме не постоји хијерархија, не постоји опресија и у коме се заједница активно труди да напредује. Уз помоћ телепатске везе, Лусијенте води Кони кроз Матапоисет и показује јој како је организовано њено друштво. Кони се опире неким идејама које види у будућности, али ипак прихвата да је такво друштво у суштини боље од оног у ком она живи. Након експерименталне операције којој је била подвргнута, Кони покушава телепатски поново да се повеже са Лусијенте, али се случајно повезује са женом из алтернативне будућности. Ускоро открива да је та будућност у ствари дистопија, у којој жене потписују уговор за пружање сексуалних услуга, у којој је друштво још више подељено, а околина толико загађена да се не види небо.
Једна од главних Кониних способности је њена проницљивост и емпатија. Као резултат тога, пре него што је почињена, Кони је неко време почела да комуницира са („прима“) ликом из будућности: андрогеном младом женом  Лусијентее. Кони задржава своје визије и своју везу, која постаје све стварнија, чак и док је тешко дрогирана у менталној болници у Њујорку, а ослања се на Белви и друге менталне установе тог периода.  Лусијенте путује кроз будућност и из будућности (датум је 2137) у којој су испуњени бројни циљеви политичке и друштвене агенде касних шездесетих и раних седамдесетих из времена  радикалних покрета. Загађење животне средине, патријархат, бескућништво, хомофобија, расизам, етноцентризам, фалогоцентризам, сексизам, класна подређеност, неправда у храни, конзумеризам, империјализам и тоталитаризам ефикасно су решени у овом свету, коме  је на власти децентрализован у лабавој верзији анархизма.
За разлику од савременог окружења из 1970-их у насилној менталној установи   пацијенти су означени као „насилни“, „неспособни“, „ирационални“ итд. На основу њиховог одговора на неправедну и грубо раслојену класу, расу и пол. вођену друштвом, будући становници доживљавају огромну личну слободу и међусобно се обучавају у самоконтроли и начинима постизања добитних резултата у свим социјалним ситуацијама. 
Субјекти воље и слободне воље, менталне институционализације и мешања у туђе вољне поступке кључни су за визију утопијске будућности. Луциенте је Кони упознала са аграрном комуналном заједницом Матапоисет, где деца одрастају у култури у којој се подстичу да темељно упознају себе и своје умове и осећања кроз вежбање једне врсте медитације од малих ногу („незнање“), у служби друштвене хармоније и способности комуникације са другима без доминације или подаништвања.
Ово бескласно, родно неутрално (користе се неполне заменице, посебно „по“ или „особа“ за „он / она / њега / њу“), друштво које афирмише расне разлике детаљно је описано, укључујући структуре за састанке и дискусију који елиминишу разлике у моћи што је више могуће, широку употребу технологије само за друштвена добра, замену пословних и корпоративних агенди општим планирањем социјалне правде и поштовањем индивидуалности свих људских бића. 
Спорови између градова и региона решавају се мирно путем дискусије и надметања идеја заснованих на заслугама, при чему су победничке странке дужне да „приреде велику странку“ или на неки други начин помире губитнике у сваком случају, како би одржале пријатељске односе.
Повремено се може видети нагласак на слободи појединца из 1970-тих: свака особа живи у приватном шатору или једнособном дому, а деца се развијају ван матернице појединца и усвајају их три „мајке“ (било ког пола) које чувају и уче их само до пубертета; свака особа бира своје име, а такође може да одабере своје поље студија и рада, као и када да се одвоји од своје заједнице или да се придружи новом; потпуна слобода се односи и на нечије менталне и емоционалне изборе. У овом будућем свету човек може по својој вољи да се пријави и изађе из еквивалента саниторијума, да уђе у или изађе из различитих врста терапије или да ментално направи паузу на неки други начин , и ниједна друга особа нема право да бира ово у своје име. 
Нечије поље рада је самоизабрано, а диктат важи и за нечији животни пут и за нечије менталне или емоционалне жеље, потребе и способности: „Човек не сме да ради оно што човек не може да чини“ и „Човек мора да ради оно што треба“. примењују се како на лични / емоционални тако и на професионални животни избор у мери у којој је то могуће. Постоје ограничења за ову утопију, која прете увек на маргини: повремено се изриче смртна казна, а рат је у другом плану, али и једно и друго сматрају се екстремним и необичним мерама.
Кони учи алате за емоционално и физичко преживљавање од Луциенте и будућег становништва Маттапоисетта и осећа да живи у важном тренутку историје и да је и сама у кључном положају; њене акције и одлуке одредиће ток историје. Нарочито се полако открива да је Луциентина утопија само једна могућа будућност; могућа је алтернативна будућност, а роман нам показује један пример - будуће потрошачко, хиперкапиталистичко, еколошки болесно и строго класистичко, расистичко и родно раслојено друштво у којем богата елита живи на свемирским платформама, одржавајући се доминацијом и искоришћавање већине становништва кроз потпуну контролу знања и технологије, личну контролу која се протеже на физичко „узгајање“ тела (редовно вађење органа) и хируршку контролу расположења употребом психотропних лекова. Жене у овом интензивно насилном, мизогином и хомофобном свету цене се и "узгајају" само због изгледа и сексуалности, а пластична хирургија која женама даје гротескно претеране сексуалне одлике је уобичајена.
Роман опширно критикује менталне установе и хоспитализацију свог времена, а проблем слободне воље ставља у први план, и предлаже алтернативне путеве менталном здрављу и социјалној реформи. За читаоца не одлучује да ли су Конине визије нуспродукти њене менталне нестабилности или су дословно путовање кроз време, али на крају, Луциентино суочавање са будућношћу надахнуће на насилни револт против њених институционалних отмичара. У томе она користи своја ограничена средства, упркос својој врло ограниченој ситуацији, на очајан и очигледно херојски начин да спречи ширење технологије за контролу ума која омогућава будућу дистопију, стављајући крај експериментима за контролу ума и спречавајући операцију лоботомије то је било планирано за њу и стотине других затворених пацијената. 

Кони делује у традицији побуне потлачених или подређених класа да би ставила кључ у систем угњетавања унутар којег је ухваћена. Иако јој револуционарна акција осигурава трајно затварање и могућу смртну казну, а можда и не осигурава постојање будућности у Матапоисет, Кони ипак свој чин доживљава као побједу, а можда се и читатељ охрабрује да се сложи: 
„Ја сам мртва жена сада такође. ... Али ја сам се борила против њих... Покушала сам. "

## Главне теме

### Друштвена трансформација
Суштина  утопијске визије Марџ Пирси  је друштвена трансформација постигнута након што је постојећа цивилизација уништена деградацијом животне средине и ратом. 
„Трансформација постојећег друштва у утопију несигурно је предузеће оствариво само кроз процес доношења избора и преласка граница.“
   Описи Mattapoisett-а, потенцијалног будућег друштва у роману, наглашавају да је колективна борба довела до њиховog егалитарнoг начинa живота и колективнe акције и да се зато добро слажу. 
Оно што је најважније у Пирсијевој бризи за активизам је основна веза између личног деловања и саме историјске промене. Револуција није неизбежна. То је процес промене који може захтевати одговарајуће услове и лакше се догодити у одређеним историјским тренуцима, али уопште се неће догодити без личног залагања и борбе. 

Читаоцу је остављено да одлучи да ли је Mattapoisett,  и самоопредељење његових становника стварни или настало као плод  Конијеве маште. 
Укључујући стварност Конијевих визија у двосмислености, текст доводи у питање идеализам утопијског мишљења, показујући притом да друштвене промене ипак почињу у царству идеја. 

### Феминизам
По Пирсијином сопственом мишљењу, Матапоисет, није утопија...
зато што је доступан. Тамо нема готово ништа осим плодишта који сада није доступан. Дакле, то тешко  да је утопија; врло намерно није утопија јер није запањујуће нова. Идеје су у основи идеје женског покрета.
Сваки лик у Матапоисету има пандана у Конијином садашњем свету, супротстављајући тако разлике у личној моћи, могућности за самоактуализацију. На пример, Конијев пријатељ Скип, којег је његов отац посветио менталној установи због хомосексуалности, подсећа је на, бисексуалну особу која је не само прихваћена, већ и веома популарна у Матапоисету.
За разлику од менталне болнице у којој су лекари сви мушкарци, у Матапоисету жене имају посебну традицију и улогу у лечењу,  а положаји моћи се мањају и међу мушкарцима и међу женама. Чак је и традиционална родитељска моћ је укинута, а мајчинство се дели између жена и мушкараца, јер је развијена технологија за дојење беба у механичком бродеру, а и мушкарцима је омогућено дојење.

Мајчинство се у Матапоисету доживљава као дужност коју морају равноправно да деле сви родитељи, без обзира на пол. 
„Поред тога, критичари су роман третирали као алегорију на сукоб у академским круговима између догматског феминизма и посвећености мајчинству.“   „Деконструкција структура моћи наставља се на језичком нивоу, где Пирси брише диморфизам објективне и присвојне заменице „његово“ и „њено“, које су замењене унисексом „по“, а односе се на личну заменицу „особа“.

## Значај и рецепција књижевног дела
У раним приказима роман  Марџ Пирси  неки су назвали апсорбујућим и узбудљивим и лепо написаним, али и полемичким и дидактичким. Пирсијина утопија забележена је по томе што је „буквално отелотворила сваки идеал контракултуре / покрета: еколошку мудрост, заједницу, андрогиност, ритуал, поштовање лудила, немаштине, итд.
У том истооријском раздобљу, остављајући 1960-те иза себе, амерички су романи углавном делили постапокалиптични осећај, питајући се: шта ће бити нови друштвени и духовни аранжмани сада када су стари потпуно срушени?
У том контексту, Рогер Сале у New York Times-у није пронашао ништа ново у роману Жена на ивици времена, назвавши књигу имитативном и изведеном, и указујући да су „главни инструменти ... страшно познати делови апарата, ментална болница и утопијска заједница будућности.“
Академске критике су, међутим, поставиле роман међу важним иновативним фикцијама средином 1970-их, када су настајала карактеристична дела соцреализма, која на неки начин описују „нову свест“, иако се не користе увек техникама вересије, упркос митском, спомињању њихових репрезентативних ликова.“
Комбинујући феминистичке идеале са утопијским визијама будућег друштва заснованог на принципима заједнице и једнакости, Марџ Пирси  је замислила постапокалиптични свет који жену на ивицу времена успоставио као рану феминистичку иновацију у традиционално мушком жанру дистопијске фикције. 
Прикази сексуалности и односа међу половима већ су препознати као корисни елементи у приказивању сукоба између индивидуалних и друштвених захтева. На пример, владе дистопијских друштава попут оних описаних у Ми, храбри нови свет и 1984. године, усредсређују се на сексуалност као кључну ствар за њихове напоре у друштвеној контроли. Такође је јасно да овај фокус долази углавном због перцепција ових влада да је сексуалност потенцијално место моћних субверзивних енергија. Према томе Жена на ивици времена  фино контрапунктира утопизам  са дистопијским реализмом којим је представљен Конијев стварни свет “.
Роман је анализиран као дистопија, као спекулативна фикција и као реалистична фантастика са фантастичним епизодама. Својим живописним и кохерентним описима нових друштвених институција, Питси је одговорила на чувене хладноратовске дистопије попут 1984. и Храбри нови свет које жале да не постоји могућност замишљања антитоталитарног друштва.
Књига се често упоређује. са другим феминистичким утопијским или дистопијским фантазијама попут дела:
- Le Guin's The Dispossessed и The Left Hand of Darkness,
- Joanna Russ's The Female Man,
- Angela Carter's The Passion of New Eve,
- Margaret Atwood's The Handmaid's Tale.[18]

## Хронологија објављивања романа
- Piercy, Marge (1976). Woman on the Edge of Time. New York: Alfred A. Knopf. Piercy, Marge (1976). Woman on the Edge of Time. Knopf. ISBN 0-394-49986-7.
- Piercy, Marge (1977). Woman on the Edge of Time. New York: Fawcett Crest. Piercy, Marge (1976). Woman on the Edge of Time. Fawcett Crest. ISBN 0-449-23208-5.
- Piercy, Marge (1980). Woman on the Edge of Time. London: The Women's Press. Piercy, Marge (1979). Woman on the Edge of Time. Women's Press. ISBN 0-7043-3837-8.
- Piercy, Marge (1985). Woman on the Edge of Time. New York: Fawcett. Piercy, Marge (1983). Woman on the Edge of Time. Fawcett Crest. ISBN 0-449-21082-0.
- Piercy, Marge (1987). Woman on the Edge of Time. London: The Women's Press. Piercy, Marge (1979). Woman on the Edge of Time. Women's Press. ISBN 0-7043-3837-8.
- Piercy, Marge (1987). Woman on the Edge of Time. New York: Fawcett. Piercy, Marge (1983). Woman on the Edge of Time. Fawcett Crest. ISBN 0-449-21082-0.
- Piercy, Marge (1997). Woman on the Edge of Time. New York: Ballantine Books. Piercy, Marge (23. 6. 1997). Woman on the Edge of Time: A Novel. Random House Publishing. ISBN 0-449-00094-X.
- Piercy, Marge (2000). Woman on the Edge of Time. London: The Women's Press. Piercy, Marge (2000). Woman on the Edge of Time. Women's Press. ISBN 0-7043-4656-7.

## Литеартура
- Cucinella, Catherine, ed. Contemporary American women poets: an A-to-Z guide. Greenwood Publishing Group, 2002.
- Anderson, Gary L., and Kathryn Herr G., eds. Encyclopedia of activism and social justice. Sage Publications, 2007.
- Attebery, Brian. (2002). Decoding Gender in Science Fiction. New York: Routledge..
- Atwood, Margaret. In Other Worlds. St. Ives: Virago, 2012.
- Бугарски, Ранко. Увод у општу лингвистику. Београд: Чигоја, 2003.
- Carroll, John B. (1956). Language Thought and Reality: Selected Writings of Benjamin Lee Whorf. Cambridge: MIT Press..
- Де Бовоар, Симон. Други пол. Београд: Београдско издавачко-графички завод, 1982.
- Piercy, Marge. (2015). My Life, My Body. Oakland: PM Press..
- Piercy, Marge. (2016). Woman on the Edge of Time. New York: Ballantine Books..
- Reid, Robin Anne. (2009). Women in Science Fiction and Fantasy. Westport: Greenwood Press..
- Roberts, Adam. (2006). The History of Science Fiction. New York: Palgrave Macmillan..
- Firestone, Shulamith. (1970). The Dialectic of Sex: The Case for Feminist Revolution. New York: William Morrow & Co..
- Wagner-Lawlor, Jennifer A. (2013). Postmodern Utopias and Feminist Fictions. Cambridge: Cambridge University Press..
- Williams, Raymond (новембар 1978). „“Utopia and Science Fiction””. Science Fiction Studies. 5...